# Joseph H. Gaines

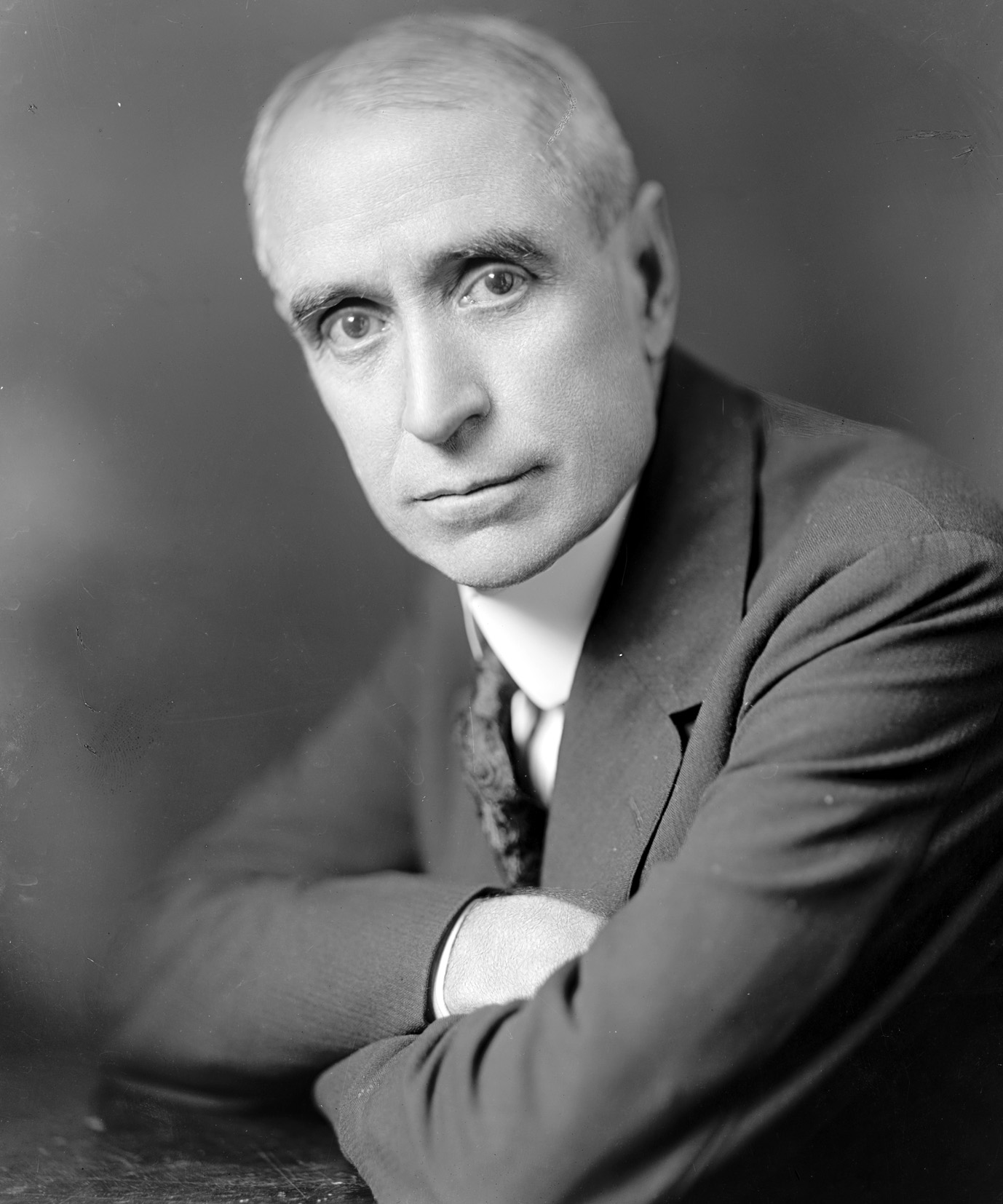
Joseph H. Gaines

Joseph Holt Gaines (* 3. September 1864 in Washington, D.C.; † 12. April 1951 in Montgomery, West Virginia) war ein US-amerikanischer Politiker. Zwischen 1901 und 1911 vertrat er den dritten Wahlbezirk des Bundesstaates West Virginia im US-Repräsentantenhaus.

## Werdegang
Joseph Gaines zog im Jahr 1867 mit seinen Eltern in das Fayette County in West Virginia. Später besuchte er die West Virginia University in Morgantown und dann bis 1886 das Princeton College. Nach einem Jurastudium und seiner im Jahr 1887 erfolgten Zulassung als Rechtsanwalt begann er in Fayetteville in seinem neuen Beruf zu arbeiten. Zwischen 1897 und 1901 fungierte Gaines als Bundesstaatsanwalt für den Bereich des Staates West Virginia.
Gaines war Mitglied der Republikanischen Partei und wurde 1900 als deren Kandidat im dritten Distrikt von West Virginia in das US-Repräsentantenhaus in Washington gewählt. Dort trat er am 4. März 1901 die Nachfolge des Demokraten David Emmons Johnston an. Nach vier Wiederwahlen konnte er bis zum 3. März 1911 fünf zusammenhängende Legislaturperioden im Kongress absolvieren. Seit 1903 war er Vorsitzender des Ausschusses, der sich mit den Präsidentschafts- und Kongresswahlen befasste. Bei den Wahlen des Jahres 1910 unterlag er dem Demokraten Adam Brown Littlepage.
Nach seinem Ausscheiden aus dem Kongress zog sich Gaines aus der Bundespolitik zurück. Er arbeitete als Anwalt in Charleston. Joseph Gaines starb 1951 in Montgomery und wurde in Charleston beigesetzt.